# Andrzej Cichowski

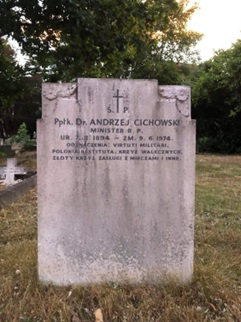
Grób Andrzeja Cichowskiego

Andrzej Cichowski (ur. 7 listopada 1894 w Krzesławicach, zm. 9 czerwca 1974 w Londynie) – major piechoty Wojska Polskiego, doktor praw, starosta powiatowy, minister skarbu w Rządzie RP na uchodźstwie, kawaler Orderu Virtuti Militari.

## Życiorys
Urodził się 7 listopada 1894 w Krzesławicach, w rodzinie Marcina i Bronisławy z Opiołów.
Od 16 września 1914 do 31 października 1918 walczył w szeregach cesarsko-królewskiej Obrony Krajowej. Jego oddziałem macierzystym był 16 pułk piechoty Obrony Krajowej. Na podporucznika rezerwy został mianowany ze starszeństwem z 1 grudnia 1917.
W czasie wojny z bolszewikami walczył w szeregach 20 pułku piechoty Ziemi Krakowskiej, w stopniu porucznika. 
1 czerwca 1921 roku był „odkomenderowany” na Uniwersytet Jagielloński celem ukończenia studiów, a jego oddziałem macierzystym był nadal 20 pułk piechoty. Po ukończeniu studiów uzyskał tytuł doktora praw. Później ukończył również dwuletnią Szkołę Nauk Politycznych przy Wydziale Prawa Uniwersytetu Jagiellońskiego.
3 maja 1922 roku został zweryfikowany w stopniu kapitana ze starszeństwem z dniem 1 czerwca 1919 roku i 307. lokatą w korpusie oficerów piechoty. 22 lipca 1922 roku został zatwierdzony na stanowisku pełniącego obowiązki dowódcy III batalionu 20 pułku piechoty w Krakowie. 31 marca 1924 roku został awansowany na majora ze starszeństwem z dniem 1 lipca 1923 roku i 93. lokatą w korpusie oficerów piechoty. W tym samym roku został przeniesiony do Doświadczalnego Centrum Wyszkolenia w Rembertowie, pozostając oficerem nadetatowym 20 pułku piechoty.
31 lipca 1926 roku został przeniesiony do Korpusu Ochrony Pogranicza. W 1927 roku objął dowództwo 12 batalionu granicznego w Skałacie. Z dniem 15 grudnia 1929 roku został przeniesiony z KOP i przydzielony, bez prawa do należności za delegację, do dyspozycji szefa Samodzielnego Wydziału Wojskowego Ministerstwa Spraw Wewnętrznych w Warszawie. Z dniem 31 marca 1931 roku został przeniesiony w stan spoczynku. W 1934 roku pozostawał w ewidencji Powiatowej Komendy Uzupełnień Poznań Miasto. Posiadał przydział do Oficerskiej Kadry Okręgowej Nr VII. Był wówczas „przewidziany do użycia w czasie wojny”.
W latach 1930–1934 był starostą powiatowym w Nowym Tomyślu, a od grudnia 1934 do 1939 starostą powiatowym w Starogardzie.
Po wybuchu II wojny światowej znalazł się w Związku Radzieckim. W 1941 wstąpił do Armii Andersa, został mianowany dowódcą 24 pułku piechoty.
Po wojnie pozostał na emigracji. W 1955 został członkiem Głównej Komisji Rewizyjnej Skarbu Narodowego. W 1957 roku został awansowany na podpułkownika w korpusie oficerów piechoty. Od tegoż roku był członkiem Głównej Komisji Skarbu Narodowego związanej z prezydentem Augustem Zaleskim. Od listopada 1958 był członkiem II Rady Rzeczypospolitej Polskiej, w 1963 wszedł w skład III Rady Rzeczypospolitej Polskiej, w której objął funkcję wiceprzewodniczącego. 25 czerwca 1965 roku Prezydent RP August Zaleski mianował go ministrem skarbu w rządzie Aleksandra Zawiszy. 11 października 1965 roku Prezydent RP przychylił się do jego prośby i zwolnił go z urzędu ministra skarbu. W tym samym roku zastąpił Adama Pragiera na stanowisku przewodniczącego III Rady RP. Pełnił tę funkcję do 1967 roku.
Zmarł 9 czerwca 1974 roku. Został pochowany na London Road Cemetery (K5G).

## Ordery i odznaczenia
- Krzyż Srebrny Orderu Wojskowego Virtuti Militari nr 1132[1]
- Krzyż Walecznych[1]
- Złoty Krzyż Zasługi – 7 listopada 1928 „za zasługi w służbie granicznej”[21]
- Medal Pamiątkowy za Wojnę 1918–1921[1]
- Medal Dziesięciolecia Odzyskanej Niepodległości[1]
- Odznaka za Rany i Kontuzje z dwiema gwiazdkami[1]